# Саса
 Тази статия е за селото в Северна Македония.  За антилопата вижте Клипшпрингер.  
Саса (на македонска литературна норма: Саса) е село в Северна Македония, в община Каменица (Македонска Каменица), разположено в областта Осоговия.

## География
Селото се намира над град Каменица, разпръснато по горното течение на река Каменица.

## История
Предполага се, че селото е основано от саксонски рудари (саси), откъдето идва и името му. В края на XIX век Саса е голямо българско село в Кочанска каза на Османската империя. Според статистиката на Васил Кънчов („Македония. Етнография и статистика“) от 1900 година Саса е населявано от 700 жители българи християни и 30 цигани.
Цялото християнско население на селото е под върховенството на Българската екзархия. По данни на секретаря на екзархията Димитър Мишев („La Macédoine et sa Population Chrétienne“) в 1905 година в Саса има 552 българи екзархисти и 6 цигани. В селото функционира българско училище.
При избухването на Балканската война в 1912 година 9 души от селото са доброволци в Македоно-одринското опълчение.
През март 1915 година Наум Митев и Стоил са убити, а старецът дядо Никола и други двама селяни – обесени от сръбските власти.
След Втората световна война в съседство на селото е разработен оловноцинковият рудник „Саса“.
Манастирът „Свети Ахангел Михаил“ в Саса е изграден в XX век. Руиниран е и с благословията на митрополиот Стефан Брегалнишки цялостно е възобновен.
Според преброяването от 2002 година селото има 876 жители.
| Националност | Всичко |
| македонци    | 874    |
| албанци      | 0      |
| турци        | 0      |
| цигани       | 0      |
| власи        | 0      |
| сърби        | 2      |
| бошняци      | 0      |
| други        | 0      |

## Личности
Родени в Саса
- Дядо Анто Сарафски, български революционер, деец на ВМРО,[7] с писмо до Тодор Александров от 29 декември 1923 година Иван Бърльо предлага да бъде награден със значка на ВМРО „за заслуга като ръководител на с. Саса и за добросъвестно изпълнение рискованата служба пограничен куриер на Кочанската революционна околия“[8]
- Йордан (Йорданчо) Сарафски, български революционер, деец на ВМРО[9]
- Велю и Стоян, дейци на ВМРО[7][10]
- Коле, четник на ВМОРО, загинал на 2 октомври 1910 в Кочанско[11]
- Масо Димитриев Саравски, български революционер от ВМОРО, четник на Никола Сарафов[12]
- Никола Сарафов (Кольо Сарафчето, 1865 – 1921), български революционер
- Паун Атанасов Иванов (1876 – след 1943), български революционер
- Стоимен Стоилов, български революционер от ВМОРО, четник на Никола Сарафов,[12] македоно-одрински опълченец, 50-годишен, 2-а рота на 7-ма кумановска дружина[13]
- Стоица Манев, български революционер от ВМОРО, четник на Никола Сарафов[12]
- Трифон Саев, български революционер, деец на ВМРО[10]
- Янко (Янкул) Илчов Богданов (1875 – след 1943), български революционер

Починали в Саса
- Вера Йоцич (1923 – 1944), народен герой на Югославия
- Дончо Ангелов (1884 – 1921), български революционер